# Субіз (соус)
Субіз (фр. sauce Soubise) — соус французької кухні на основі бешамелю та обсмаженої цибулі. Крім класичного рецепта існує чимало варіантів приготування соусу: з бульйоном, мускатним горіхом. Інгредієнти для бешамеля можуть бути просто додані в уже обсмажену цибулю.
Субіз подається до смаженого м'яса, дичини, птиці та овочів. Також багато кухарів вважають за краще заправляти їм яловичий бульйон або підливу.
Винахід соусу приписується невідомому кухареві, який присвятив його принцу де Субізу. Створення нових страв та посвята їх аристократам на той час було модним явищем. За іншою версією, автором соусу, а також супу з ним, є його дружина, Марія-Софія де Курсійон. Перші книги, які згадують соус, датуються 1830-ми роками, у тому числі це «Мистецтво кухні» Марі-Антуан Карема, кулінарне керівництво Оґюста Ескоф'є.